# Aptynty
Aptynty (Duits: Aftinten) is een plaats in het Poolse district  Kętrzyński, woiwodschap Ermland-Mazurië. De plaats maakt deel uit van de gemeente Barciany en telt 250 inwoners.